# Langue des signes colombienne
La langue des signes colombienne (en espagnol : lengua de señas colombianas, LSC), est la langue des signes utilisée par les personnes sourdes et leurs proches en Colombie.

## Histoire
La langue des signes colombienne est reconnue le 11 octobre 1996: 
Loi 324 article 2 : « L'état colombien reconnaît la langue des signes, tant que la langue propre de la communauté sourde dans le pays. »

## Caractéristiques
Certains signes de la LSC sont similaires à ceux des langues des signes salvadorienne, espagnole et américaine.
Il existe un alphabet manuel pour épeler.

## Utilisation
La Colombie possède au moins quatre écoles pour sourds depuis 1924 (deux à Bogota et deux à Medellín), ainsi que trois institutions pour sourds. La moitié des enfants sourds scolarisables utilisent la LSC.
Il existe un Comité pour la langue des signes national et une organisation pour les enseignants en langue des signes.
La télévision colombienne propose des programmes adaptés aux sourds.